# Ciriaco Carru
Ciriaco Carru (Bitti, 1º settembre 1963 – Chilivani, 16 agosto 1995) è stato un carabiniere italiano.
Vittima della strage di Chilivani, è stato insignito della medaglia d'oro al valor militare.

## Biografia
Ciriaco Carru nacque a Bitti, in provincia di Nuoro, da Salvatore Carru e Giuseppina Sanna, entrambi allevatori. Trascorse parte della sua giovinezza a Chiaramonti (SS), dove si trasferì con la famiglia. Ancora minorenne, dopo un periodo in cui lavorò anch'egli come allevatore, si arruolò nell’Arma dei Carabinieri. Frequentò il corso di formazione presso il Battaglione Allievi di Iglesias e venne nominato carabiniere il 19 settembre 1983.
Iniziò la sua carriera prestando servizio presso le Stazioni di Luras e Porto Rotondo, per poi essere trasferito il 21 gennaio 1985 alla Compagnia di Ozieri, dove divenne capo equipaggio del Nucleo Radiomobile. Il 14 marzo 1991 fu promosso al grado di appuntato.
Sposato con un figlio di 3 anni, il pomeriggio del 16 agosto 1995, l'appuntato dei Carabinieri Carru ed il carabiniere Walter Frau, durante l'esecuzione di un controllo e successivo arresto di un malvivente nei pressi di Chilivani, vengono attaccati dai complici e, pur in inferiorità numerica, reagiscono ma vengono uccisi.

## Il fatto
L'appuntato scelto dei Carabinieri Ciriaco Carru ed il carabiniere scelto Walter Frau, rispettivamente capo equipaggio e conducente di nucleo radiomobile, stanno procedendo all'arresto di un malvivente sorpreso a vigilare su due automezzi poco prima rubati, e con armi a bordo. All'improvviso, in modo fulmineo e imprevedibile, i due carabinieri vengono investiti da una violenta azione di fuoco incrociato dei complici di costui, che si apprestano a svaligiare un furgone portavalori. Incuranti della situazione di inferiorità, i carabinieri reagiscono, riuscendo a ferire i malviventi prima di cadere al suolo colpiti mortalmente. Grazie al loro gesto verrà evitata la rapina, e l'intera organizzazione sarà identificata e catturata nei giorni successivi. Infatti, le indagini successive alla strage di Chilivani portano a una svolta già la sera stessa del 16 agosto 1995, quando una pattuglia della Stazione di Padru intercetta un camioncino Fiat “Leoncino” azzurro. All'interno del mezzo si trovano Graziano Palmas, che si suicida con un colpo alla testa, e Andrea Gusinu, gravemente ferito, entrambi coinvolti nella sparatoria con i Carabinieri. Sul luogo dell'agguato viene ritrovata un’autovettura Croma abbandonata, utilizzata dai rapinatori per la fuga, con numerose tracce di sangue e fori di proiettile.
Le indagini portano, nei giorni seguenti, all'individuazione di un deposito della banda situato in un cantiere edile in agro di Ozieri. Viene arrestato Cosimo Cocco, pregiudicato 47enne, inizialmente presente al momento dell’agguato ma allontanato dai complici per la sua inadeguatezza nell'uso della ricetrasmittente. Nel deposito vengono sequestrate numerose armi, inclusi i due fucili d'assalto Kalashnikov utilizzati nella sparatoria, ancora sporchi di sangue.
Tra il 21 agosto e il 15 settembre vengono arrestati altri componenti della banda: Salvatore Sechi (29 anni), Sebastiano Demontis (40 anni), Milena Ladu (23 anni, fidanzata di Sechi), che aveva svolto compiti logistici, e infine Sebastiano Prino (31 anni), che riesce inizialmente a sfuggire alla cattura ma viene poi arrestato. A Prino e Sechi era stato affidato il compito di segnalare l'arrivo del portavalori e di bloccare il traffico per facilitare la rapina.
Il processo si conclude il 26 luglio 1997 con la condanna da parte della Corte d'Assise di Sassari: quattro ergastoli (a Gusinu, Demontis, Prino e Sechi), 25 anni a Milena Ladu e 22 a Cosimo Cocco, che aveva collaborato con gli inquirenti. La Corte d’Appello di Cagliari, nel 1998, conferma gli ergastoli, riducee la pena della Ladu a 18 anni e aumenta a 24 quella del Cocco. La Cassazione rende definitive le condanne con sentenza del 24 giugno 1999.
Ciriaco Carru, nella tragica giornata di Chilivani, mostrò un altissimo senso del dovere, lucidità tattica, coraggio e disprezzo del pericolo nell’affrontare una banda armata di criminali. Per queste qualità a entrambi gli fu conferita alla memoria la Medaglia d’Oro al Valor Militare.
A suo nome sono state intitolate la Caserma dei Carabinieri di Chiaramonti e, insieme a quella del collega Walter Frau, la sede della Compagnia dei Carabinieri di Bono.

## Altri riconoscimenti
- A Erula, la locale sezione della Associazione Nazionale Carabinieri è intitolata a Ciriaco Carru.
- La città di Sassari gli ha dedicato una via nel quartiere di Monte Rosello, adiacente alla via Walter Frau.
- I comuni di Chiaramonti, Olbia, Osilo e San Benedetto del Tronto gli hanno intitolato una via cittadina.
- Alla sua memoria è stato intitolato il 220º corso allievi Carabinieri Ausiliari, svoltosi a Benevento, presso la caserma intitolata alla Medaglia d'oro al Valor Militare alla memoria Maresciallo "Francesco Pepicelli", e a Fossano, presso la caserma intitolata al Gen. Carlo Alberto dalla Chiesa dal settembre al dicembre 1998.
- Alla sua memoria è stato intitolato il 110º corso allievi Carabinieri Effettivi, svoltosi a Roma dal settembre 2000 al luglio 2001.
- A lui è stata intitolata nel 2021 una motovedetta dell'Arma dei Carabinieri, destinata nell'aprile 2021 al servizio sull'isola di Lampedusa.
- Alla sua memoria (e a quella del carabinieri scelto Walter Frau) è intitolata, dal 23 ottobre 2015, la Caserma sede del Comando Compagnia Carabinieri di Bono.